# Maria (dravidski jezik)
Maria jezik (ISO 639-3: mrr), jedan od deset jezika podskupine gondi, šira skupina gondi-kui, dravidska porodica, kojim govori oko 165 000 ljudi (2000) u indijskim državama Maharashtra i Chhattisgarh. Ima nekoliko dijalekata od kojih je abujmaria nekad ima status posebnog jezika. Ostali dijalekti su adewada, bhamani maria (bhamani) i etapally maria.
Piše se devanagarijem.

## Vanjske poveznice
- Ethnologue (14th)
- Ethnologue (15th)